# Xã Spalding, Michigan
Xã Spalding (tiếng Anh: Spalding Township) là một xã thuộc quận Menominee, tiểu bang Michigan, Hoa Kỳ. Năm 2010, dân số của xã này là 1.674 người.